# Frinisc
Frinisc (en llatí Phryniscus, en grec antic Φρυνίσκος) fou un militar aqueu que va formar part de l'Expedició dels deu mil, l'exèrcit mercenari reclutat per Cir el Jove.
En la retirada els mercenaris no van rebre el que esperaven de l'aventurer Ceratades a Bizanci l'any 400 aC, i Frinisc va ser un dels que van aconsellar d'entrar al servei de Seutes II, rei dels odrisis, que volia recuperar els seus antics dominis. Més tard torna a aparèixer junt amb Cleanor, Timasió i Xenofont, negociant amb Seutes el pagament del deute, i això va fer fracassar l'intent d'Heràclides de Maronea de dividir els generals grecs.